# Gongylosoma scripta
Gongylosoma scripta là một loài rắn trong họ Rắn nước. Loài này được Theobald mô tả khoa học đầu tiên năm 1868.